# Maria Angela Danzì
Maria Angela Danzì, née le 5 juillet 1957 à Librizzi, est une femme politique italienne. Elle est députée européenne représentant le mouvement 5 étoiles depuis le 2 novembre 2022 en remplacement d'Eleonora Evi.